# Stiftelsen
Stiftelsen (originaltitel: Foundation) er en episk science fiction-serie skrevet over en periode på 49 år af Isaac Asimov.
I alt består serien af 10 bøger (i alt over en million ord). Bøgerne kan læses enkeltvis, men er nøje knyttet sammen.
Ofte ses Asimovs robotbøger og imperieserien som inkluderet i foundation-universet, som på den måde kommer til at bestå af 14 romaner og et utal af noveller.
Foundation-serien betegnes ofte af fans som den bedste, eller i hvert fald den mest indflydelsesrige science fiction-serie, der nogensinde er skrevet.
Kernen i serien udgøres af de 3 første Foundationbøger: "Foundation", "Foundation and Empire" og "Second Foundation" (dansk: Stiftelsen, Stiftelsen og Imperiet og Den Sejrende Stiftelse). Enkelte mener at "Foundation's Edge" (dansk: Agent for Stiftelsen) hører med i kernen, mens Asimovs "Foundation and Earth", "Prelude to Foundation", "Forward the Foundation" er senere tilkomne værker der uddyber forståelsen af det oprindelige univers.
Efter Isaac Asimovs død har Gregory Benford, Greg Bear og David Brin af Asimovs bo fået tilladelse til at fortsætte serien med en "The Second Foundation"- trilogi omfattende bøgerne "Foundations Fear", "Foundation and Chaos" og endelig "Foundations Triumph".

## Stiftelsenkort fortalt (spoileradvarsel)
Seriens udgangspunkt er at den geniale matematiker Hari Seldon har udviklet en ny slags matematik – kaldet Psykohistorie – som kan forudsige fremtiden, men kun i store træk. Psykohistorie er ubrugelig for ting mindre end et helt planetsystem eller et intergalaktisk imperium.
Ved hjælp af denne nye matematik forudser Hari Seldon det galaktiske imperiums fald, efterfulgt af en formørket tid på 30.000 år,
før et nyt imperium opstår. For at afkorte denne tid af barbari og formørkelse beslutter Seldon sig for at bruge sin psykohistoriske
indsigt til at lave et nyt imperium viet til kunst, videnskab og teknologi ved at lave en alt-omspændende encyklopædi: Encyclopedia Galactica. Kort sagt alt det det gamle imperium var degenereret væk fra i magtbegær og regale traditioner.
Hari Seldon opretter så to Stiftelser (Foundations) i hver sin ende af galaksen, der på hver deres måde skal arbejde for at
barbari perioden forkortes til kun 1000 år.
En Stiftelse skal være centrum for det nye imperium viet til kunst, videnskab og teknologi – mens den anden Stiftelse skal arbejde i det skjulte (ved hjælp af psykisk begavede individer) for at holde planen på sporet.

## Foundation-temaer
Asimov har ved flere lejligheder sagt at de første foundationbøger er modelleret over Edward Gibbons klassiske fortælling om Romerriget The History of the Decline and Fall of the Roman Empire. Gibbons værk er båret af et rationalistisk grundsyn, hvor Gibbon med stor kunstnerisk begavelse vender sig mod Kristendommen, som han mener er en af hovedårsagerne til det romerske kejserriges undergang. Den rationalistiske tankegang genfindes i Asimovs værk, som dog ikke lader religion være grunden til det galaktiske imperiums kollaps.
Blandt de mange temaer som behandles i Foundation-universet er diskussionen om individets betydning i det galaktiske imperium et af de væsentligste. På den ene side beskriver Hari Seldons Psykohistorie historiens uafvendelighed, hvor individer kun er små ubetydelige tandhjul i det store hele. På den anden side er Seldonplanen afhængig af at smarte enkeltindivider skal forstå og drage fordel af de store tendenser.
Faktisk viser det sig i fortællingen nødvendigt for Seldonplanen at have særligt psykisk begavede individer – den såkaldte Anden Stiftelse – til at overvåge planen og korrigere, når det er nødvendigt.
Så selvom Isaac Asimov i fortællingen opererer med en samfundsbeskrivelse, hvor de enkelte mennesker har samme betydning som atomer i en gas, så er det et mindst lige så dominerende træk, at enkeltindivider med ekstraordinære evner er helt afgørende for hvilken fremtid galaksen bevæger sig ind i.
Robotter og teknologi optræder dels som menneskenes hjælpere, men
med introduktionen af den 0. robotlov (se "The Three Laws of Robotics") beskrives en fremtid hvor robotterne truer med at blive menneskehedens alvidende barnepiger.

## Foundation som inspiration for andre science fiction-værker
Mange andre science fiction-serier har lånt fra Foundation-serien. F.eks. er imperiets hovedsæde i Star Wars-serien, Coruscant, en planet fuldstændigt dækket af
bygninger – ligesom imperiets hovedsæde, Trantor, er i Foundation-serien. Der er dog en lille forskel – Coruscants bygninger står ude i fri luft, mens Trantors bygninger står under gigantiske kupler, der dækker hele planeten.